# Горан Поповић
Горан Поповић (Босанска Градишка, ФНРЈ, 3. мај 1955) српски је универзитетски професор, доктор економских наука и политичар. Бивши је министар трговине и туризма Републике Српске, народни посланик у Народној скупштини Републике Српске и функционер Српске демократске странке (СДС).

## Биографија
Горан (Остоја) Поповић је рођен 3. маја 1955. године у Босанској Градишки, ФНРЈ. Основну и средњу школу је завршио у Бањој Луци. Дипломирао је на Економском факултету Универзитета у Бањој Луци (1979), а магистрирао на Економском факултету Свеучилишта у Загребу (1984). Докторску дисертацију је одбранио на Економском факултету Универзитета у Београду (2005).
На Економском факултету Универзитета у Бањој Луци ради од 2005. Данас је редовни професор на Катедри за економску теорију, анализу и политику и Катедри за међународне економске односе. Предаје и на бањалучком Природно-математичком факултету и на Пољопривредном факултету.
Током 2001. вршио је функцију министра трговине и туризма Републике Српске. Био је члан Савјета гувернера Народне банке СР Босне и Херцеговине и члан Управног одбора Привредне банке Сарајево (1987—1999). Биран је за посланика у Скупштини СР БиХ и за народног посланика у Народној скупштини Републике Српске у два мандата. Обављао је значајне функције у привреди. У периоду од 1987. до 1998. године био је генерални директор бањалучке компаније Витаминка.